# Towarzystwo Akcyjne Zakładów Żyrardowskich
Towarzystwo Akcyjne Zakładów Żyrardowskich – spółka akcyjna założona w 1885 r. w celu zdobycia funduszy na rozbudowę i modernizację zakładów lniarskich; założycielami Towarzystwa Akcyjnego byli zamieszkali w Żyrardowie: Karol Dittrich jr., Ludwik Marcelin – kupiec osiadły w Cesarstwie Rosyjskim, Piotr (Peter) Garvie – technik fabryczny pochodzenia szkockiego (syn Jamesa Garviego, ojciec dyrektora Thomasa Garviego), Mikołaj Wątróbski, Stefan Kossuth – technolog zatrudniony w fabryce, zamieszkały w Warszawie kupiec Klemens Opelt, kupiec Gustaw Dittrich oraz kupiec z Krasnej Lipy Ernest Messner oraz jeszcze dwóch akcjonariuszy. Założyciele Towarzystwa zapewnili sobie większościowy pakiet jego akcji. W listopadzie 1884 r. opracowano projekt statutu Towarzystwa, który został zatwierdzony osobiście przez cara Aleksandra III podczas jego pobytu w Gatczynie dnia 19 kwietnia 1885. Statut został wydrukowany w językach niemieckim (Statuten der Actien-Gesellschaft der Żyrardower-Manufacturen von Helle und Dittrich, Druck des „Dziennik Łódzki”, Łódź 1885), polskim (np. wydanie Ustawa Towarzystwa Akcyjnego Zakładów Żyrardowskich Hiellego i Dittricha, Drukarnia Galewski i Dau, Warszawa 1908) oraz rosyjskim (np. wydanie Ustaw Akcionernago Obszestwa Żirardowskich Manufaktur Gille i Ditricha, nakładem Władysława Szulca, Senatorska 10, Warszawa 1892). Kapitał nowo powołanego Towarzystwa Akcyjnego opiewał na kwotę 9 000 000 rb, dzięki czemu Towarzystwo Akcyjne Zakładów Żyrardowskich stały się jednym z największych i najbogatszych towarzystw w Królestwie Polskim. Towarzystwo wyemitowało 600 akcji wartych 1500 rb każda; pakiet większościowy w postaci 350 akcji (58,33%) o wartości 525 000 rb znalazł się w rękach Karola Dittricha jr, co zapewniło mu sprawowanie funkcji prezesa oraz faktyczną samodzielność w zarządzaniu fabryką i jej majątkiem. Akcje były wystawione imiennie i oznaczone numeracja ciągłą od 1 do 600. Zgodnie ze Statutem Towarzystwa Akcyjnego zmiana właściciela akcji wymagała specjalnego zawiadomienia zarządu Towarzystwa celem dokonania niezbędnych wpisów w dokumentach Towarzystwa. Na mocy statutu przeniesienie własności na osobę trzecią lub innego akcjonariusza mogło się odbywać drogą przelewu na samych akcjach. Za siedzibę Towarzystwa Akcyjnego obrano osadę Żyrardów; ustanowiono pięcioosobowy zarząd złożony z dyrektorów fabryki wybieranych na 3 lata przez zgromadzenie ogólne akcjonariuszy. Ponadto na wypadek przedłużającej się nieobecności lub śmierci któregoś z dyrektorów wchodzących w skład zarządu wybierano na okres dwóch lat dwóch zastępców dyrektorów. Wstąpienie do zarządu Towarzystwa Akcyjnego wymagało posiadania co najmniej trzech akcji (czyli pół procentu całości wyemitowanych), które na czas zasiadania danego akcjonariusza w zarządzie musiały zostać zdeponowane tytułem kaucji w kasie Towarzystwa Akcyjnego Zakładów Żyrardowskich. Ustalono także zasady rotacji członków zarządu. Statut przewidywał, że drogą losowania po upływie dwóch lat wybrani zostaną dwaj nowi dyrektorzy oraz jeden zastępca, co miało zapewnić ciągłość w kierowaniu i gospodarowaniu majątkiem i mocami przerobowymi zakładu. Następnie po upływie 1 roku mieli ustąpić dwaj z pozostałych trzech dyrektorów zasiadających w pierwszym składzie zarządu oraz drugi z zastępców piastujących funkcję od momentu wyłonienia pierwszego składu. Po upływie kolejnego roku ustąpić miał ostatni z pięciu dyrektorów z pierwszego składu oraz zastępca z drugiego wyboru, który pełnił obowiązki przez 2 lata. W ten sposób w ciągu 4 lat wszyscy dyrektorzy z pierwszego składu mieli zostać wymienieni wraz ze swoimi zastępcami. Po 4 latach od wyłonienia pierwszego składu wszyscy dyrektorzy i zastępcy mieli ustępować wraz z końcem swojej kadencji w zarządzie, z zastrzeżeniem jednak, że mogli być wybierani wielokrotnie. Zarząd Towarzystwa Akcyjnego w osobach 5 dyrektorów wybierał ze swojego grona prezesa Towarzystwa.
Pierwszymi dyrektorami-członkami zarządu zostali wybrani przez zgromadzenie ogólne akcjonariuszy: Karol Dittrich jr., Piotr (Peter) Garvie, Ludwik Marcelin, Mikołaj Wątróbki oraz Stefan Kossuth, z kolei zastępcami zostali Gustaw Dittrich oraz Klemens Opelt. W skład komisji rewizyjnej Towarzystwa weszło trzech założycieli, którzy nie weszli w skład zarządu.
Wybór Karola Dittricja jr. na prezesa tłumaczono nie tyle faktem posiadania przez niego pakietu większościowego akcji, lecz chęcią kierowania fabryką w „dawnym duchu”.
W skład majątku towarzystwa akcyjnego wchodziły zgodnie ze statutem:

Fabryki ze wszystkimi do nich należącymi budynkami fabrycznymi, mieszkalnymi, i niemieszkalnymi w Żyrardowie i w okolicach, również w Warszawie, Łodzi i innych miastach, z gruntami pod tymi budynkami znajdującymi się, maszynami, narzędziami, przyrządami, składami towarów, zapasami wszelkim innym mieniem, jak niemniej kontraktami, umowami i zobowiązaniami, przechodzą prawnie od obecnego posiadacza na własność Towarzystwa, podług właściwych planów, opisów i oszacowań. Ostateczne ustanowienie ceny za cały pomieniony majątek pozostawia się porozumieniu pierwszego prawnie odbytego ogólnego zgromadzenia akcjonariuszów z właścicielami majątku.

Zasadą określoną przez ustawę Towarzystwa corocznie odpisywano z rocznego zysku nie mniej niż 5% wartości majątku ruchomego i nieruchomego fabryki na rzecz funduszu amortyzacyjnego; ponadto zarząd utworzył fundusz zapasowy, na który przeznaczano przynajmniej 10% pozostałej sumy czystego przychodu; fundusz ten miał być tworzony do momentu osiągnięcia wielkości 1/3 wartości kapitału zakładowego; celem funduszu było pokrywanie wydatków nadzwyczajnych, a w skrajnych wypadkach uzupełnienie dywidendy na wypadek, gdyby w danym roku nie przekroczyła ona 5% wniesionego kapitału. Po odliczeniu dwóch funduszy reszta miała być dzielona według uznania zgromadzenia ogólnego akcjonariuszy.
Zasadniczo struktura Towarzystwa Akcyjnego Zakładów Żyrardowskich nie zmieniła się aż do momentu zniszczenia fabryki w 1915 r.; w 1899 Karol Dittrich jr. sprzedał swoje udziały w Towarzystwie Akcyjnym spółce z udziałem kapitału petersburskiego i łódzkiego (udziały w niej posiadał współwłaściciel Zakładów Scheiblera w Łodzi Edward Herbst). Pomimo aktu sprzedaży udziałów Karol Dittrich jr. pozostał prezesem Towarzystwa Akcyjnego Zakładów Żyrardowskich. Wraz z zakupem akcji Edward Herbst objął funkcję wiceprezesa Towarzystwa, zaś głównym zarządcą zakładów został Karol Baeckemann. Wraz z wybuchem niepokojów społecznych podczas rewolucji 1905 r. Karol Dittrich jr opuścił ostatecznie Żyrardów i udał się na Austro-Węgry. W 1906 w skład nowego zarządu weszli: Edward Herbst – prezes, Herman Dernen – wiceprezes, Thomas Garvie, Julian Haack, Karol Baeckemann, Wilhelm Haupt i A. Grauschitz. W roku następnym nastąpiła zmiana na stanowisku prezesa zarządu, które to stanowisko objął hr. Władysław Wielopolski, zaś funkcję wiceprezesa objął dr Józef Petersmann. Pełnili oni swoje obowiązki aż do zniszczenia zakładów w 1915 r. Między 1907 a 1915 w skład zarządu weszli przedstawiciele wielkiej burżuazji polskiej, w tym spolonizowany Szkot Thomas Garvie, Tadeusz Popowski oraz Albin Żbikowski. W czasie istnienia Towarzystwa Akcyjnego Zakładów Żyrardowskich fabryka osiągnęła szczyt rozwoju oraz zdobyła status największego producenta wyrobów lnianych w Europie. Ostatecznie Towarzystwo Akcyjne Zakładów Żyrardowskich przestało istnieć w maju 1919, kiedy w wyniku żądań robotników zakłady przeszły pod przymusowy zarząd państwowy.